# Petroeuro
Petroeuro este o tranzacție petrolieră evaluată în euro, spre deosebire de tranzacțiile evaluate în dolari americani (petrodolari). 
Tranzacțiile legate de orice resursă naturală, inclusiv petrolul, sunt controlate prin intermediul unor parteneriate comerciale la care iau parte atât exportatorii cât și importatorii acelei resurse, pe o piață bine determinată, prin intermediul unui acord comercial. 
Din momentul când a început declinul producției americane de petrol, principalele țări, care dispun de resurse petrolifere, s-au organizat în cadrul OPEC, care poate alege să folosească ca monedă de schimb dolari, euro, yen sau orice altă monedă care poate aduce avantaje economice sau politice.
Deși OPEC continuă să folosească dolarul ca monedă de referință, unele țări, precum Iran sau Venezuela, au început în ultimii ani să facă presiuni pentru o trecere la euro. În acest context, termenul de petroeuro, opus petrodolarilor, care au dominat timp de decenii piața produselor petrolifere, a început să fie tot mai des folosit.